# شورش شیز
شورش شیز (به انگلیسی: Shays' Rebellion) شورشی در غرب ماساچوست بود که در سال‌های ۱۷۸۶ تا ۱۷۸۷ توسط، کاپیتان سابق ارتش، دانیل شیز رهبری شد.

## ماجرا
انقلاب در ۲۹ اوت ۱۷۸۶ آغاز شد. در پائیز ۱۷۸۶، گروهی از کشاورزان ماساچوست به رهبری دانیال شیز مانع از صدور رای داوری بیشتر دادگاه‌های محلی جهت طلب قرض شدند تا آن را تا انتخابات ایالتی بعدی متوقف سازند.
در ژانویه ۱۷۸۷، یک توده ۱۲۰۰ نفری از مزرعه داران بسوی زرادخانه فدرال در اسپرینگ فیلد حرکت نمودند. شورشیان که اساساً با چماق و چنگک مسلح بودند توسط گروهی کوچک از نیروهای انتظامی ایالتی به عقب رانده شدند. در نهایت ژنرال بنجامین لینکلن با نیروهای کمکی از بوستون مابقی شورشیان را که رهبرشان به ورمانت فرار کرده بود را شکست داد.

## فرجام
دولت آمریکا، ۱۴ شورشی را دستگیر و آن‌ها را محکوم به مرگ نمود ولی نهایتاً برخی از آن‌ها بخشوده و عده‌ای را پس از صرف مدت کوتاهی در زندان آزاد نمود. اما دو نفر اعدام شدند. پس از شکست شورش، هیئت قانونگذاری منتخب تازه‌ای تشکیل شد که اکثریت آن‌ها با شورشیان همدردی کردند و به برخی از خواسته‌های آن‌ها برای کاهش و فراغت از قرض، پاسخ دادند.
1. ↑  Richards, Leonard L. (2002). Shays's Rebellion. Philadelphia: University of Pennsylvania Press. doi:10.9783/9780812203196. ISBN 978-0-8122-0319-6.
2. ↑  "Shays' Rebellion [ushistory.org]". www.ushistory.org.
3. ↑  "Shays' Rebellion". 20 June 2023.
4. ↑  Zug, Charles U. (2021-09-01). "Creating a Demagogue: The Political Origins of Daniel Shays's Erroneous Legacy in American Political History". American Political Thought (به انگلیسی). 10 (4): 601–628. doi:10.1086/716687. ISSN 2161-1580. S2CID 243849281.
5. ↑  Zug, Charles U. (2022). Demagogues in American Politics (به انگلیسی). Oxford University Press. ISBN 978-0-19-765194-0.